# ليفربول دربي الغربية (دائرة انتخابية في المملكة المتحدة)
ليفربول دربي الغربية  (بالإنجليزية: Liverpool, West Derby)‏ هي إحدى الدوائر الانتخابية في المملكة المتحدة الممثلة في مجلس العموم في برلمان المملكة المتحدة.
عضو البرلمان الذي يمثلها حالياً هو :Mr Robert N. Wareing (Lab).